# Telstra House
La Telstra House est un gratte-ciel d'Adélaïde en Australie. Il a été construit en 1987 et mesure 104 mètres. La tour est le siège de l'entreprise de télécommunications Telstra,.
En 1987, à son inauguration, ce gratte-ciel était la plus haute construction de la ville dépassant ainsi le Grenfell Centre, mais un an plus tard, elle a été dépassée par la Westpac House.